# Mark W. Izard
Mark Whitaker Izard, född 25 december 1799 i Lexington, Kentucky, död 1866, var en amerikansk demokratisk politiker. Han var Nebraskaterritoriets guvernör 23 februari 1855–25 oktober 1857.
Izard deltog 1836 i Arkansas konstitutionskonvent och satt senare i båda kamrarna av Arkansas lagstiftande församling. Åren 1838 och 1840 var han talman i Arkansas senat och år 1848 talman i Arkansas representanthus.
Izard tillträdde 1855 som Nebraskaterritoriets guvernör och avgick två år senare.